# Kaštel
Kaštel (olaszul:  Castelvenere) falu Horvátországban, Isztria megyében. Közigazgatásilag Bujéhoz tartozik.

## Fekvése
Az Isztria északnyugati részén, Umagtól 12 km-re keletre, községközpontjától 5 km-re északra, a Bujština területén, a Buje-Koper főút és a szlovén határ közelében a Dragonja folyó völgye felett fekszik. Határátkelőhely Szlovénia felé.

## Története
Területén már a történelem előtti időben is éltek emberek. Ezt igazolja az itt talált i. e. 8–6. századból származó hamvasztásos temető. A római korból nem találtak említésre méltó leleteket. A történeti forrásokban 1064-ben említik először, amikor Artuik pirani nemes II. Ulrik isztriai grófnak adta át, aki aztán 1102-ben az aquileiai pátriárkának ajándékozta. A pátriárka által kinevezett elöljáró innen irányította az Isztriának ezt a részét. 1268-ban sokat szenvedett a pátriárka és a görzi grófok közötti harcokban. 1310-ben elfoglalták és felgyújtották a velencei hadak. 1420-tól 1797-ig a Velencei Köztársaság birtoka volt. A 16. és 17. században a háborúk és járványok következtében kipusztult lakosság pótlására a tengerpartról és Dalmáciából érkezett földműves családokkal népesítették be. 1797-ben a napóleoni háborúk következtében megszűnt a Velencei Köztársaság és az Isztriával együtt a település is Habsburg uralom alá került. 1805-ben Napóleon a francia fennhatóság alatt álló Illír provincia részévé tette. Napóleon bukása után 1813-ban az egész Isztriával együtt ismét a Habsburg birodalom részévé vált és maradt 1918-ig. 1857-ben 554, 1910-ben 823 lakosa volt.
Az első világháború után a rapallói szerződés értelmében Isztria az Olasz Királysághoz került. 1943-ban az olasz kapitulációt követően német megszállás alá került, mely 1945-ig tartott. A második világháború után a párizsi békeszerződés értelmében Jugoszlávia része lett, de 1954-ig különleges igazgatási területként átmenetileg a Trieszti B zónához tartozott és csak ezután lépett érvénybe a jugoszláv polgári közigazgatás. A település Jugoszlávia felbomlása után 1991-ben a független Horvátország része lett. 1993-ban újraalakították a történelmi Buje községet. 2011-ben 653 lakosa volt. Lakói mezőgazdasággal, ezen belül főként szőlő, gabona és gyümölcstermesztéssel, állattartással és újabban egyre inkább turisták vendéglátásával foglalkoznak.

## Nevezetességei
- Egykori várának maradványai a várdomb tetején láthatók.[2]
- Szent Szába apát tiszteletére szentelt plébániatemploma eredetileg valószínűleg a 13. században épült. 1869-ben átépítették és két oldalkápolnával bővítették. 1995-ben megújították. A templomban több kultúrtörténeti értékű faszobor található, melyek Szűz Máriát és a szenteket ábrázolják. 15 méter magas harangtornya 1869-ben épült, két harang található benne.

## Lakosság
| Lakosság változása | Lakosság változása | Lakosság változása | Lakosság változása | Lakosság változása | Lakosság változása | Lakosság változása | Lakosság változása | Lakosság változása | Lakosság változása | Lakosság változása | Lakosság változása | Lakosság változása | Lakosság változása | Lakosság változása | Lakosság változása |
| ------------------ | ------------------ | ------------------ | ------------------ | ------------------ | ------------------ | ------------------ | ------------------ | ------------------ | ------------------ | ------------------ | ------------------ | ------------------ | ------------------ | ------------------ | ------------------ |
| 1857               | 1869               | 1880               | 1890               | 1900               | 1910               | 1921               | 1931               | 1948               | 1953               | 1961               | 1971               | 1981               | 1991               | 2001               | 2011               |
| 554                | 685                | 657                | 722                | 761                | 823                | 1369               | 1043               | 752                | 563                | 479                | 360                | 347                | 427                | 516                | 653                |